# Bulb de proa

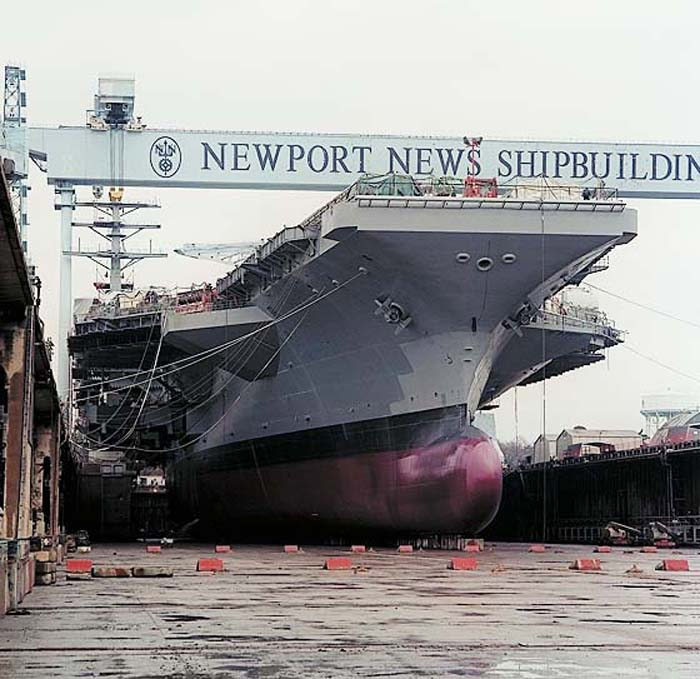
Bulb de proa del portaavions USS Ronald Reagan (CVN-76), visible en la drassana

El bulb de proa, o simplement bulb, tècnicament designat com proa tipus Taylor consisteix en una protuberància bulbosa a la proa del vaixell, que exerceix la seva finalitat submergida dins l'aigua, evitant que es formi l'ona de proa.
Va ser inventat per l'enginyer naval nord-americà, David W. Taylor, durant la Primera Guerra Mundial, i va ser aplicat discretament a navilis tals com l'USS Delaware (BB-28) i a la Classe Lexington.

## Descripció

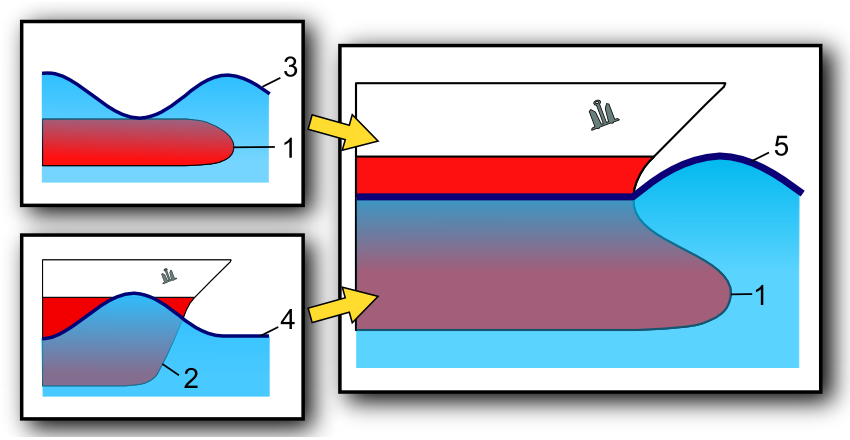
Principi de funcionament.

La proa de bulb no va tenir gaire acceptació fins que el trasatlántic alemany SS Bremen va guanyar a finals de la dècada de 1920 la preuada «Banda Blava», premi a la travessia més ràpida a través de l'oceà Atlàntic, emprant aquest tipus de proa, amb una velocitat de 27,9 nusos.
La seva funció principalment és la de crear un segon tren d'ones interactuant amb el creat per la proa tractant de fer coincidir la cresta d'un amb la vall de l'altre, i viceversa, i així, seguint la llei de superposició d'efectes, reduir la resistència a l'avanç del vaixell pel fet de la formació de l'onada de proa.
Està demostrat que el bulb en els grans vaixells permet aprofitar millor el rendiment de l'hèlix (15 %), i augmenta el límit de la velocitat de desplaçament.

## Un cas particular

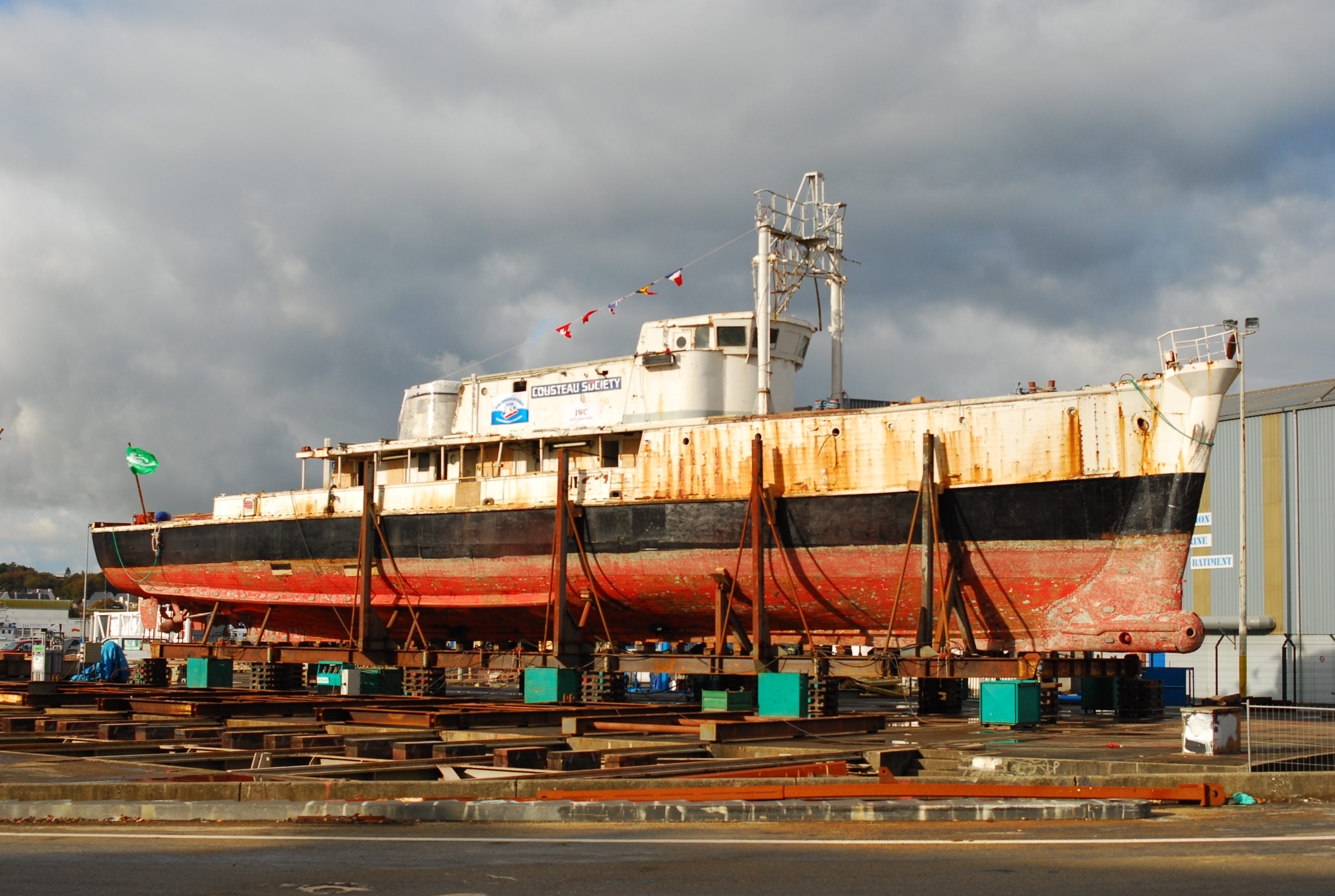
El Calypso amb el bulb afegit.

El vaixell Calipso era un antic dragamines amb buc de fusta reconvertit en el primer vaixell oceanogràfic de Jacques-Yves Cousteau.
Li fou adaptat un bulb buit i practicable d'acer, amb cinc ulls de bou. Una persona podia observar per sota de l'aigua o filmar en plena navegació. Malgrat que no es tractava d'un bulb amb l'exterior llis (fet que implicava un augment del fregament), la modificació permeté incrementar la velocitat de creuer un nus. I reduir el consum de combustible.

## Usos en velers de competició
L'aplicació d'un bulb a la proa de velers de regates no ha estat reeixida. Entre altres casos, Paul Elvstrøm va dissenyar un Sis Metres que, per comparació amb els dissenys clàssics, oferia prestacions mediocres.